# Кардам
Кардам (бугарски: Кардам) је био бугарски хан од 777. до 803. године.

## Владавина
Кардам је на престолу наследио Телерига. Његово име се у изворима први пут среће 791. године, када је цар Константин VI покренуо поход на Бугарску, у знак одмазде за бугарске упаде у долину Струме од 789. године. Кардам је спречио византијску инвазију и дочекао непријатеља код Хадријанопоља у Тракији. Византијска војска је тешко поражена.
Наредне године византијски цар је повео другу експедицију на Бугаре и улогорио се код Маркеле (у близини Карнобата), кога је настојао да утврди. Кардам је са својом војском стигао 20. јула и заузео суседне висове. Након одређеног времена византијски цар је прихватио уверљиве савете "лажног пророка" и наредио напад. Византијске снаге поново су поражене и натеране у бекство, док је Кардам заузео царски шатор и заробио његову послугу. По повратку у Цариград, византијски цар је потписао мировни уговор и обавезао се на плаћање годишњег данка. 
Царска влада је 796. године одбила плаћање данка, те је Кардам запретио пустошењем Тракије. Према хроничару Теофану Исповеднику, Константин је исмејао ханов захтев тако што је је уместо злата послао балегу као "прикладан данак" и обећао да ће повести нов поход. Византијска војска предвођена лично царем поново је кренула на север. Сусрет се догодио у близини Хадријанопоља. Војске су стајале једна наспрам друге 17 дана, не упуштајући се у битку. Вероватно су тада вођени преговори. Сукоб је на крају избегнут и мир је продужен по истим условима као 792. године. 
Кардамова владавина представља период просперитета у Бугарској, која је у претходним годинама претрпела више смена на престолу и која је у трећој четвртини 8. века више пута поражена од Византије. Кардам је успео не само да се одупре Константину VI (који је настојао да опонаша свог много успешнијег деду Константина V), већ је успео да изазове и кризу на византијском двору. Нови неуспеси Константина VI урушили су царев углед, након чега је он збачен од стране мајке Ирине (797). Кардам вероватно није дуго надживео свог противника. После 796. године о њему у изворима нема вести. Помиње се као мртав 803. године. 
Извор из 17. века - компилација Џафар Тарик (дело спорне аутентичности) помиње Караџама (тј. Кардама) као брата Азана Токте и унука Севара. Исти извор помиње и његовог наследника Крума као нећака. Ако је овај податак тачан, Кардамова владавина означила је обнову клана Дуло, који се задржао на бугарском престолу до смрти Романа 997. године.

## Наслеђе
Кардамска потпора на острву Ливингстон (Јужна Шетландска острва) на Антарктику и села Кардам (Добричка област) и Кардам (Трговишка област) названа су по овом владару. 